# Chiến dịch Chernigov–Poltava
Chiến dịch Chernigov-Poltava là cuộc tấn công chiến lược của Quân đội Liên Xô chống lại quân đội Đức Quốc xã tại giai đoạn đầu của Chiến dịch tấn công tả ngạn Ukraina trong Chiến tranh giữ nước vĩ đại. Kéo dài từ ngày 26 tháng 8 đến ngày 30 tháng 9 năm 1943, chiến dịch được thực hiện bởi ba phương diện quân: Trung tâm, Voronezh và Thảo Nguyên. Sau hơn một tháng tấn công trên chính diện mặt trận rộng khoảng hơn 750 km, các phương diện quân Liên Xô đã thu hồi gần như toàn bộ vùng tả ngạn trung lưu và thượng lưu sông Dniepr, giải phóng nhiều thành phố, thị xã quan trọng như Poltava, Chernigov, Novomoskovsk, Shostka, Pryluky, Niezin, Kremenchuk và chiếm giữ một số căn cứ đầu cầu quan trọng trên bờ tây. Sử sách của Liên Xô (cũ) phân chia chiến dịch này thành ba cuộc tấn công: cuộc tấn công Chernigov-Pripyat của Phương diện quân Trung tâm, cuộc tấn công Sumy-Pryluky của Phương diện quân Voronezh và cuộc tấn công Poltava-Kremenchuk của Phương diện quân Thảo Nguyên. Tuy nhiên, thời gian diễn ra các cuộc tấn công này hầu như đồng thời và toàn bộ chiến dịch đó đều được Bộ Tổng tư lệnh quân đội Liên Xô điều phối với người đại diện chỉ đạo là nguyên soái G. K. Zhukov.

## Bối cảnh

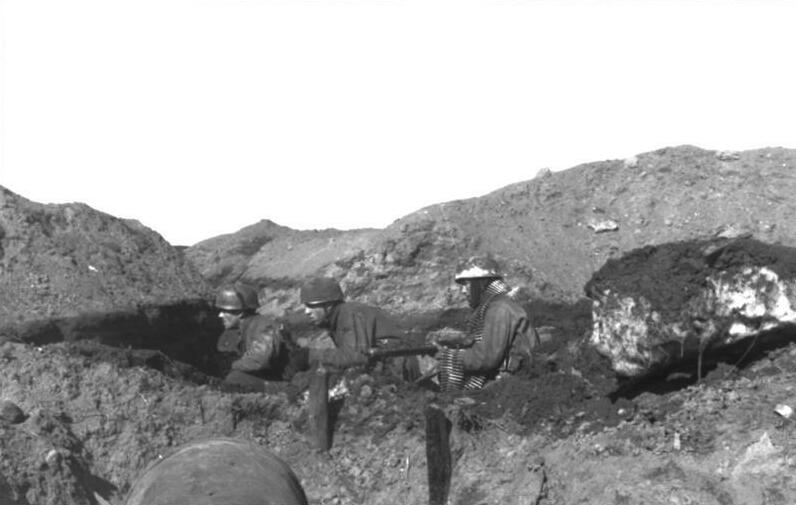
Sức tấn công đã cạn, Quân đội Đức Quốc xã bắt đầu làm quen với chiến thuật phòng thủ trong hầm hào

Vào mùa hè năm 1943, Quân đội Liên Xô đã phát triển lên mức đông đảo nhất thế giới kể từ khi bắt đầu Chiến tranh thế giới thứ hai với 6.400.000 quân tại ngũ, được trang bị gần 90.000 pháo và súng cối, 2.200 giàn pháo phản lực, 9.580 xe tăng và pháo tự hành, gần 8.300 máy bay chiến đấu. Mặc dù chịu những tổn thất không nhỏ trong trận Kursk nhưng quân đội Liên Xô vẫn giữ được ưu thế về binh lực và quyền chủ động chiến lược. Với nhiều vũ khí nặng nhận được từ nền công nghiệp quốc phòng, trên các hướng tấn công chính, quân đội Liên Xô đã có thể tạo được mật độ pháo binh lên đến 150 hay 200 khẩu pháo và từ 15 đến 20 xe tăng trên một km chính diện tấn công. Sau thất bại tại trận Kursk, quân đội Đức Quốc xã tại mặt trận phía Đông rơi vào thế bị động chiến lược, hầu như không còn khả năng phát động các cuộc tấn công lớn. Tuy nhiên, tiềm lực của quân đội Đức Quốc xã vẫn còn đủ để tổ chức phòng ngự dựa vào chướng ngại tự nhiên là sông Dniepr. Tuyến phòng thủ này được gọi phổ biến là "Bức tường phía Đông", người Đức gọi là: Panther-Stellung, còn phương Tây thì mệnh danh là "tuyến Panther-Wotan", được xây dựng theo Chỉ thị số 10 ngày 12 tháng 8 năm 1943 của Adolf Hitler với mong muốn lặp lại thành công của thống chế Paul von Hindenburg tại phòng tuyến Siegfried trong Chiến tranh thế giới thứ nhất. Với phòng tuyến này, Hitler hy vọng sẽ làm cho quân đội Liên Xô "mất máu" khi công phá các công sự và các cứ điểm phòng thủ được tổ chức chặt chẽ trong một "cuộc chiến hầm hào" giống như các mặt trận phía Đông và phía Tây trong Chiến tranh thế giới thứ nhất.

## Binh lực và kế hoạch

### Quân đội Liên Xô
- Phương diện quân Trung tâm do đại tướng K. K. Rokossovsky làm tư lệnh, trong đội hình có 4 tập đoàn quân bộ binh, 1 tập đoàn quân xe tăng và 1 tập đoàn quân không quân, tổng quân số 579.600 người:
  - Tập đoàn quân 65 của trung tướng P. I Batov; trong biên chế có 12 sư đoàn và 1 lữ đoàn bộ binh, 3 lữ đoàn xe tăng, 1 lữ đoàn cơ giới, 4 sư đoàn và 7 trung đoàn pháo xe kéo, 5 trung đoàn súng cối, 1 lữ đoàn kỵ binh, 2 sư đoàn và 1 trung đoàn phòng không.
  - Tập đoàn quân xe tăng 2 của trung tướng A. G. Rodin; trong biên chế có 7 lữ đoàn xe tăng, 3 lữ đoàn cơ giới, 3 trung đoàn pháo tự hành, 1 sư đoàn và 5 trung đoàn pháo xe kéo, 3 trung đoàn súng cối, 2 lữ đoàn phòng không.
  - Tập đoàn quân của trung tướng N. P. Pukhov; trong biên chế có 13 sư đoàn bộ binh, 5 lữ đoàn xe tăng, 1 lữ đoàn và 3 trung đoàn cơ giới, 5 trung đoàn pháo tự hành, 1 sư đoàn và 8 trung đoàn pháo xe kéo, 6 trung đoàn súng cối, 1 sư đoàn và 2 trung đoàn phòng không.
  - Tập đoàn quân 60 của trung tướng I. D. Chernyakhovsky; trong biên chế có 9 sư đoàn bộ binh, 3 trung đoàn cơ giới, 1 trung đoàn pháo tự hành, 1 sư đoàn và 6 trung đoàn pháo xe kéo, 3 trung đoàn súng cối, 1 sư đoàn phòng không.
  - Tập đoàn quân 48 của trung tướng P. L. Romanenko; trong biên chế có 8 sư đoàn bộ binh, 1 lữ đoàn xe tăng, 1 trung đoàn pháo tự hành, 1 lữ đoàn và 2 trung đoàn pháo xe kéo, 2 trung đoàn súng cối, 1 sư đoàn phòng không.
  - Tập đoàn quân không quân 16 của thượng tướng S. I. Rudelko có hơn 500 máy bay.
- Phương diện quân Voronezh do đại tướng N. F. Vatutin làm tư lệnh, trong đội hình có 6 tập đoàn quân bộ binh, 2 tập đoàn quân xe tăng và 1 tập đoàn quân không quân, tổng quân số 665.900 người:
  - Tập đoàn quân xe tăng 1 của trung tướng M. E. Katukov, trong biên chế có 7 lữ đoàn xe tăng, 2 lữ đoàn cơ giới, 4 trung đoàn pháo tự hành, 4 trung đoàn pháo xe kéo, 1 trung đoàn súng cối, 1 sư đoàn và 4 trung đoàn phòng không.
  - Tập đoàn quân xe tăng cận vệ 3 của trung tướng P. S. Rybalko, trong biên chế có 9 lữ đoàn xe tăng, 5 lữ đoàn cơ giới, 8 trung đoàn pháo tự hành, 1 sư đoàn và 4 trung đoàn pháo xe kéo, 2 trung đoàn súng cối, 3 trung đoàn phòng không.
  - Tập đoàn quân 38 của trung tướng N. E. Chibisov; trong biên chế có 9 sư đoàn bộ binh, 3 trung đoàn cơ giới, 1 sư đoàn, 2 lữ đoàn và 9 trung đoàn pháo xe kéo, 3 trung đoàn súng cối, 1 sư đoàn và 1 trung đoàn phòng không.
  - Tập đoàn quân 40 của trung tướng K. S. Moskalenko; trong biên chế có 6 sư đoàn và 1 lữ đoàn bộ binh, 1 trung đoàn pháo tự hành, 1 sư đoàn, 2 lữ đoàn và 5 trung đoàn pháo xe kéo, 3 trung đoàn súng cối, 1 sư đoàn phòng không.
  - Tập đoàn quân 27 của trung tướng S. G. Trofimenko, trong biên chế có 9 sư đoàn bộ binh, 3 trung đoàn pháo, 3 trung đoàn súng cối và 1 sư đoàn phòng không.
  - Tập đoàn quân 47 của trung tướng F. F. Zhmachenko, trong biên chế có 4 sư đoàn và 2 lữ đoàn bộ binh, 4 trung đoàn pháo, 2 trung đoàn súng cối và 2 trung đoàn phòng không.
  - Tập đoàn quân cận vệ 4 của trung tướng I. V. Galanin, trong biên chế có 5 sư đoàn bộ binh, 2 trung đoàn xe tăng, 1 lữ đoàn và 1 trung đoàn pháo, 1 trung đoàn súng cối và 1 trung đoàn phòng không.
  - Tập đoàn quân cận vệ 6 của trung tướng I. M. Chistyakov, trong biên chế có 10 sư đoàn bộ binh, 1 lữ đoàn xe tăng, 8 trung đoàn cơ giới, 2 sư đoàn, 1 lữ đoàn và 5 trung đoàn pháo binh, 1 lữ đoàn và 1 trung đoàn súng cối, 1 sư đoàn và 5 trung đoàn phòng không.
  - Tập đoàn quân không quân 2 của thượng tướng S. S. Krasovsky có khoảng 500 máy bay.
- Phương diện quân Thảo nguyên do đại tướng I. S. Koniev chỉ huy, đội hình gồm 5 tập đoàn quân bộ binh, 1 tập đoàn quân xe tăng và 1 tập đoàn quân không quân, tổng quân số 336.200 người:
  - Tập đoàn quân cận vệ 5 của trung tướng A. S. Zhadov, trong biên chế có 8 sư đoàn bộ binh, 2 lữ đoàn và 1 trung đoàn cơ giới, 4 lữ đoàn và 5 trung đoàn pháo, 1 trung đoàn súng cối, 1 sư đoàn và 1 trung đoàn phòng không.
  - Tập đoàn quân xe tăng cận vệ 5 của trung tướng P. A. Rotmistrov, trong biên chế có 8 lữ đoàn xe tăng, 5 lữ đoàn và 2 trung đoàn cơ giới, 6 trung đoàn pháo tự hành, 6 trung đoàn pháo xe kéo, 4 trung đoàn súng cối, 1 sư đoàn và 3 trung đoàn phòng không, 1 phi đội trinh sát đường không.
  - Tập đoàn quân cận vệ 7 của trung tướng M. S. Sumilov, trong biên chế có 7 sư đoàn bộ binh, 1 lữ đoàn xe tăng, 1 lữ đoàn pháo tự hành, 3 trung đoàn cơ giới, 1 lữ đoàn và 4 trung đoàn pháo xe kéo, 1 trung đoàn súng cối, 1 sư đoàn và 1 trung đoàn phòng không.
  - Tập đoàn quân 53 của trung tướng I. M. Mangarov, trong biên chế có 6 sư đoàn bộ binh, 1 sư đoàn, 2 lữ đoàn và 3 trung đoàn pháo binh, 2 trung đoàn súng cối.
  - Tập đoàn quân 57 của trung tướng N. A. Gaghen, trong biên chế có 8 sư đoàn bộ binh, 1 lữ đoàn và 2 trung đoàn cơ giới, 2 trung đoàn pháo binh, 1 trung đoàn súng cối, 2 trung đoàn phòng không và 1 trung đoàn đổ bộ đường không.
  - Tập đoàn quân 69 của trung tướng V. D. Kryuchenkin, trong biên chế có 7 sư đoàn bộ binh, 2 trung đoàn pháo binh, 1 trung đoàn súng cối và 1 trung đoàn phòng không.
  - Tập đoàn quân không quân 5 của thượng tướng S. K. Goryunov có khoảng 450 máy bay.

Nhân đà thắng lợi sau trận Kursk, nguyên soái G. K. Zhukov, người được giao trách nhiệm đại diện của Đại bản doanh phối hợp hành động các phương diện quân Trung tâm, Voronezh và Thảo Nguyên đã đề xuất một kế hoạch tấn công đồng loạt từ Velikiye Luki đến bờ Biển Đen nhằm thu hồi toàn bộ lãnh thổ phía Tây Ukraina. Ý định của G. K. Zhukov là mở một mũi tấn công thật sắc từ khu vực Kharkov - Izyum ra tới bờ sông Dniepr ở khu vực Dniepropetrovsk và Zaporozhe, bổ đôi mặt trận phía Nam của Cụm tập đoàn quân Nam (Đức). Sau đó sẽ tập trung tiêu diệt quân Đức trên từng khu vực Bắc và Nam tả ngạn Ukraina. Tuy nhiên, I. V. Stalin chưa tin vào khả năng thành công của chiến dịch, một phần do bản thân ông chưa thật tin tưởng vào kế hoạch, một phần do ông nhớ lại bài học thất bại của chiến dịch "Bước nhảy vọt" đã dẫn đến sự rút lui toàn diện của các phương diện quân Liên Xô trên cánh Nam mặt trận Xô-Đức hồi đầu mùa hè năm 1943. G. K. Zhukov cho rằng trong trường hợp quân Đức có chủ ý bỏ Donbas thì các đòn đánh vỗ mặt sẽ chỉ tạo điều kiện cho quân Đức rút nhanh về phía bên kia sông Dniepr để bảo toàn lực lượng và tổ chức phòng ngự vững chắc trên cơ sở một chướng ngại tự nhiên rất lớn là sông Dniepr. Những cố gắng thuyết phục I. V. Stalin về việc dùng đòn đột kích chia cắt sẽ làm cho các chiến dịch sau đó sẽ dễ thực hiện hơn đều vô ích vì I. V. Stalin nóng lòng muốn thấy vùng tả ngạn Ukraina phải được thu hồi nhanh chóng. Cuối cùng, tiếng nói quyết định thuộc về Tổng tư lệnh tối cao và ba phương diện quân Liên Xô bắt tay vào chuẩn bị chiến dịch với thời gian hết sức hạn hẹp: chỉ 3 ngày sau khi quân đội Liên Xô chiếm lại Kharkov.

### Quân đội Đức Quốc xã
Đối diện với ba tập đoàn quân Liên Xô trên tuyến mặt trận dài 700 km từ phía Nam Bryansk đến khu vực Kharkov là ba tập đoàn quân Đức thuộc Cụm tập đoàn quân Trung tâm và Cụm tập đoàn quân Nam. Trong đó, một 3/5 quân số và phương tiện của Cụm tập đoàn quân Nam được bố trí tại hai tập đoàn quân mạnh nhất nằm đối diện với các phương diện quân Voronezh và Thảo Nguyên. Tập đoàn quân 2 (Đức) trên cánh phải của Cụm tập đoàn quân Trung tâm hầu như chưa bị sứt mẻ sau trận Kursk bố trí phòng ngự đối diện với Phương diện quân Trung tâm (Liên Xô).
- Cụm tập đoàn quân Trung tâm do thống chế Günther von Kluge chỉ huy, có một tập đoàn quân tham gia chiến dịch:
  - Tập đoàn quân 2 do thượng tướng Dietrich von Saucken chỉ huy, đội hình bao gồm:
    - Quân đoàn bộ binh 35 của tướng Friedrich Wiese, trong biên chế có 5 sư đoàn bộ binh, 3 sư đoàn và 4 trung đoàn pháo binh, 3 tiểu đoàn xe tăng, 2 sư đoàn phòng không.
    - Quân đoàn bộ binh 20 của tướng Rudolf Freiherr von Roman, trong biên chế có 5 sư đoàn bộ binh, 4 sư đoàn và 1 trung đoàn pháo binh, 1 trung đoàn phòng không.
    - Quân đoàn bộ binh 7 của tướng Anton Dostler, trong biên chế có 5 sư đoàn bộ binh, 1 sư đoàn pháo xe kéo và 1 trung đoàn pháo tự hành.
    - Quân đoàn bộ binh 13 của tướng Arthur Hauffe, trong biên chế có 4 sư đoàn bộ binh, 1 sư đoàn xe tăng, 1 sư đoàn kỵ binh và 1 sư đoàn pháo binh.
    - Quân đoàn xe tăng 46 của tướng Hans Gollnick, trong biên chế có 2 sư đoàn xe tăng, 1 trung đoàn pháo tự hành, 5 sư đoàn bọ binh, 1 sư đoàn và 1 lữ đoàn kỵ binh, 1 sư đoàn và 2 trung đoàn pháo binh hỗn hợp.
    - Quân đoàn xe tăng 56 của tướng Anton Graßer, trung biên chế có 2 sư đoàn xe tăng và 4 sư đoàn bộ binh.
    - Quân đoàn Hungary 7.

  - Tập đoàn quân không quân 6 của thượng tướng Ritta von Greim có thể bố trí 200 máy bay yểm hộ.
- Cụm tập đoàn quân Nam do thống chế Erich von Manstein chỉ huy, có hai tập đoàn quân tham gia chiến dịch:
  - Tập đoàn quân xe tăng 4 do thượng tướng Hermann Hoth chỉ huy, đội hình bao gồm:
    - Quân đoàn xe tăng 48 do các tướng Otto von Knobelsdorff, Dietrich von Choltitz và Heinrich Eberbach lầm lượt chỉ huy, trong biên chế có 3 sư đoàn xe tăng, 1 sư đoàn pháo tự hành, 1 sư đoàn, 1 lữ đoàn và 1 trung đoàn cơ giới, 3 sư đoàn bộ binh, 2 sư đoàn và 2 trung đoàn pháo xe kéo, 1 trung đoàn phòng không.
    - Quân đoàn xe tăng 24 của tướng Walther Nehring, trong biên chế có 3 sư đoàn xe tăng, 1 sư đoàn cơ giới và 5 sư đoàn bộ binh.
    - Quân đoàn bộ binh 52 của tướng Hans-Karl von Scheele, trong biên chế có 4 sư đoàn bộ binh, 1 sư đoàn đổ bộ đường không và 1 trung đoàn xe tăng.
    - Quân đoàn bộ binh 59 của tướng Kurt von der Chevallerie, trong biên chế có 3 sư đoàn bộ binh, 1 sư đoàn xe tăng, 1 sư đoàn cơ giới và 1 sư đoàn pháo tự hành.

  - Tập đoàn quân 8 do tướng Werner Kempf chỉ huy, đội hình gồm có:
    - Quân đoàn xe tăng 3 của tướng Friedrich Schulz, trong biên chế có 3 sư đoàn xe tăng và 2 sư đoàn bộ binh.
    - Quân đoàn bộ binh 11 của tướng Erhard Raus, trong biên chế có 3 sư đoàn bộ binh, 1 sư đoàn xe tăng và 1 lữ đoàn pháo binh.
    - Quân đoàn bộ binh 42 của tướng Franz Mattenklott, trong biên chế có 4 sư đoàn bộ binh và 2 trung đoàn xe tăng.

  - Tập đoàn quân không quân 4 của thượng tướng Wolfram von Richthofen có thể điều động tối đa 700 máy bay tấn công mặt đất và không chiến.

Ý đồ của Quân đội Đức Quốc xã là tiến hành các trận trì hoãn chiến để "làm sạch" vùng tả ngạn sông Dniepr, phá hoại tối đa các cơ sở công nghiệp, nông nghiệp, hệ thống giao thông đường sắt và đường bộ, tổ chức phòng ngự kiểu cụm cứ điểm trong các thành phố, thị xã buộc quân đội Liên Xô phải dừng lại dứt điểm để có thời gian xây dựng và củng cố tuyến phòng ngự "Bức tường phía Đông" trên sông Dniepr. Trong quá trình rút lui, không bỏ hẳn khu vực tả ngạn sông Dniepr mà chốt chặn tại một số đầu cầu quan trọng để ngăn cản, không cho quân đội Liên Xô vượt sông và sử dụng các đầu cầu này để phản công khi có điều kiện.

## Diễn biến
Ngày 26 tháng 8, cả ba phương diện quân Liên Xô đều đồng loạt mở các cuộc tấn công. Tuy nhiên, trong những ngày đầu tiên, cường độ tấn công của họ không đều nhau. Theo kế hoạch, Phương diện quân Trung tâm hành động quyết liệt hơn cả để kéo bớt lực lượng Đức lên phía Bắc, tạo điều kiện cho hai phương diện quân bạn tấn công thuận lợi trên các hướng phía Nam. Trong khi đó, các phương diện quân Tây Nam và Nam phát động tổng tấn công muộn hơn từ vài ngày đến nửa tháng vì cần tiến hành trước một số chiến dịch đệm để tạo thế.

### Hướng Chernigov - Prypyat

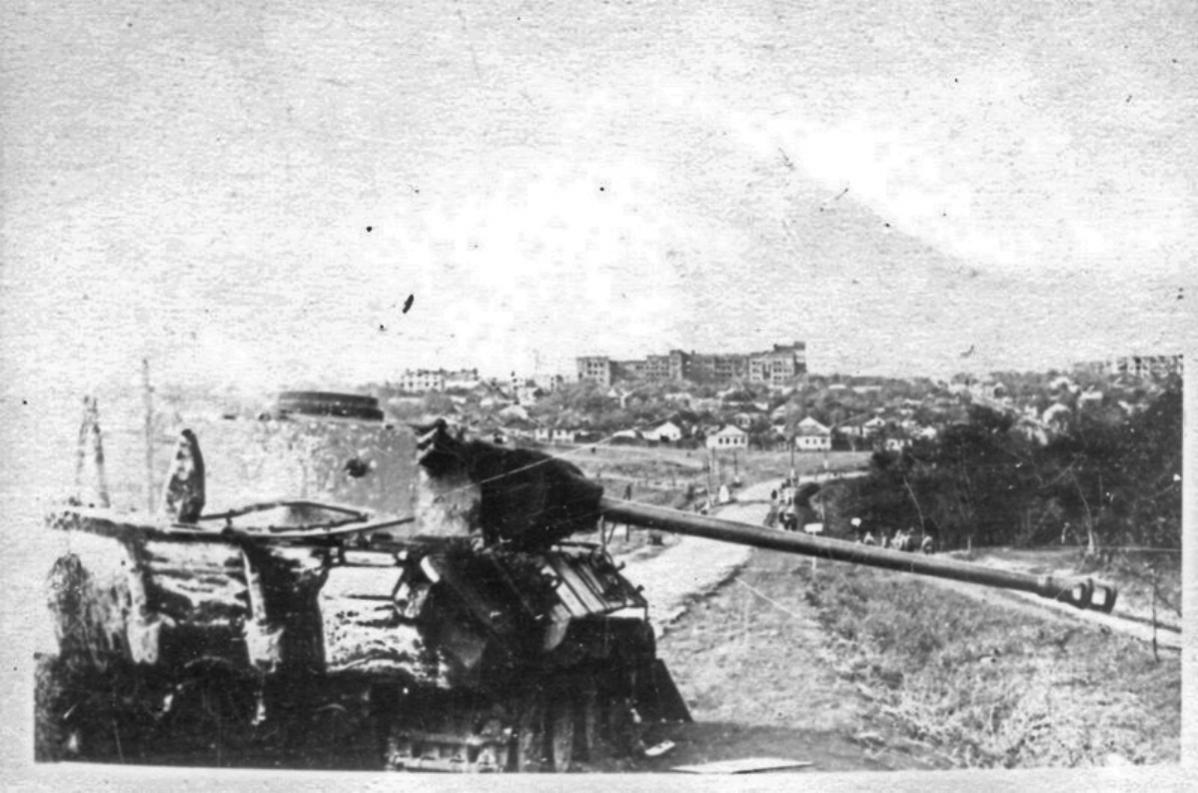
Xe tăng Đức bị bắn hỏng gần Kalinovsk

6 giờ sáng ngày 26 tháng 8, sau trận pháo kích mở màn của Sư đoàn pháo binh 86 và các cuộc oanh tạc của Tập đoàn quân không quân 16 kéo dài gần 1 giờ, Tập đoàn quân 65 mở mũi đột kích đầu tiên vào Quân đoàn bộ binh 13 (Đức) tại Sevsk và Mikhailovsky. Các mũi đột kích nhằm vào điểm tiếp giáp giữa các sư đoàn 45 và 183, 251 và 208 (Đức). Hai thị trấn này bị đánh chiếm ngay trong buổi sáng, cửa đột phá được mở rộng 12 km, sâu 2 km. Phát hiện tình huống thuận lợi, ngay trong buổi chiều, tướng K. K. Rokossovsky đã tung Tập đoàn quân xe tăng 2 từ tuyến sau vào cửa đột phá và phát triển tấn công. Cuối buổi chiều, Sư đoàn bộ binh 102 (Đức) tổ chức phản kích vào sườn phải cách quân xung kích Liên Xô tại Sevsk nhưng đều bị Quân đoàn xe tăng cận vệ 1 đẩy lùi. Tập đoàn quân không quân 6 (Đức) tổ chức oanh tạc quy mô vào Sevsk nhưng vẫn không chặn được Tập đoàn quân xe tăng 2. Đến cuối ngày, cửa đột phá đã được mở rộng lên đến 40 km, sâu 15 km.
Ngày 27 tháng 8, Tập đoàn quân xe tăng 2 và Tập đoàn quân 65 (Liên Xô) vượt qua Sevsk, Mikhailovsky và tiến mạnh về tuyến Khutor - Shostka. Ngày 28 tháng 8, Tướng Dietrich von Saucken tung Quân đoàn xe tăng 46 và Quân đoàn bộ binh 20 mở 12 cuộc phản kích tại khu vực phía Đông Shostka nhưng tất cả đều bị Tập đoàn quân xe tăng 2 đẩy lùi. Tuy nhiên, tốc độ tấn công của quân đội Liên Xô cũng bị làm cho chậm lại. Ở phía Nam, Tập đoàn quân 60 bắt đầu mở cuộc tấn công vào Glukhov. Ngày 29 tháng 8, Tập đoàn quân không quân 6 (Đức) tung ra hơn 150 phi vụ ném bom và cường kích để ngăn chặn Tập đoàn quân xe tăng 2 (Liên Xô) nhưng lại để "lỏng" Quân đoàn xe tăng cận vệ 1. Lợi dụng địa hình thuận lợi, quân đoàn này và Quân đoàn bộ binh 95 đã bao vây cụm cứ điểm Novgorod-Seversky do năm sư đoàn của Quân đoàn bộ binh 7 (Đức) đóng giữ. Cùng ngày, Tập đoàn quân 60 giải phóng Glukhov và tiếp tục tiến về Konotop. Do tình hình bên cánh trái có nhiều tiến triển thuận lợi, tướng K. K. Rokossovsky quyết định rút Tập đoàn quân 13 từ cánh phải sang và điều nó đến giữa dải hoạt động của Tập đoàn quân 60 và Tập đoàn quân xe tăng 2.
Ngày 31 tháng 8, Tập đoàn quân xe tăng 2 đã tiến thêm được 20 đến 25 km uy hiếp Shostka, cắt đứt con đường sắt từ Bryansk đi Konotop. Ở phía Nam, Tập đoàn quân 60 mở rộng chính diện xuống phía Tây Nam 60 km đánh chiếm Krolevets và Putyvl. Tập đoàn quân 13 được tung vào cửa đột phá đã chuyển đến phía Bắc thị xã Konotop do Quân đoàn bộ binh 7 (Đức) phòng thủ. Ở phía Bắc, ngày 3 tháng 9, Tập đoàn quân xe tăng 2 đã đánh chiếm Shostka, vọt tiến đến sông Seym. Bị Quân đoàn xe tăng 46 và Quân đoàn bộ binh 20 (Đức) chặn lại trên tuyến sông này, Tập đoàn quân xe tăng 2 phải mất 3 ngày mới vượt sông thành công và tiếp tục hướng đòn tấn công đến tuyến sông Desna. Ở cánh trái của Tập đoàn quân xe tăng 2, ngày 7 tháng 9, Tập đoàn quân 60 đã đánh chiếm Konotop, một đầu mối giao thông quan trọng ở ngã ba các tuyến đường sắt Kiev - Bryansk và Kiev - Kursk. Ngày hôm sau, Tập đoàn quân 60 tiếp tục tấn công dọc đường sắt Konotop - Kiev, đánh chiếm Bakhmach và phát triển cánh trái theo đường sắt Bakhmach - Pryluky. Ngày 6 tháng 9, theo chỉ lệnh của Bộ Tổng tư lệnh tối cao Liên Xô, Phương diện quân Trung tâm chỉ còn phải phụ trách địa bàn tả ngạn sông Dniepr từ phía Bắc Kiev đến Gomel. Địa bàn phía Nam Kiev và cả mục tiêu Kiev được giao cho Phương diện quân Voronezh.
Günther von Kluge ra lệnh cho tướng Dietrich von Saucken phải chống giữ bằng được phòng tuyến sông Desna. Tập đoàn quân 2 (Đức) đã 
điều đến chính diện bờ Tây sông Desna toàn bộ lực lượng dự bị mới nhất, bao gồm cả hai quân đoàn xe tăng 46 và 56 nhưng chỉ đủ sức chặn giữ được đà tấn công của Phương diện quân Trung tâm (Liên Xô) không quá 10 ngày. Do chính diện của Phương diện quân Bryansk được thu hẹp lại, ngày 13 tháng 9, Tập đoàn quân 61 được chuyển từ Phương diện quân Bryansk cho Phương diện quân Trung tâm. Tướng K. K. Rokossovsky triển khai tập đoàn quân này ở chỗ tiếp giáp giữa Tập đoàn quân 13 và Tập đoàn quân 65. Ngày 17 tháng 9, cả bảy tập đoàn quân của Phương diện quân Trung tâm đồng loạt vượt sông Desna tấn công sang bờ Tây. Ngày 18 tháng 9, Tập đoàn quân 13 chiếm Nizhyn. Ngày 19 tháng 9, Tập đoàn quân 65 chiếm Schors, Tập đoàn quân 48 chiếm Starodub và tiến ra bờ sông Snob. Ngày 21 tháng 9, Tập đoàn quân 13 và Tập đoàn quân 61 sử dụng các đòn đánh vu hồi từ phía Bắc và phía Nam đã đánh chiếm thành phố Chernigov, mục tiêu quan trọng của chiến dịch, loại khỏi vòng chiến đấu Sư đoàn xe tăng 5 và Sư đoàn bộ binh 7 của Quân đoàn xe tăng 46 (Đức).
Tiếp tục phát triển tấn công, ngày 22 tháng 9, Tập đoàn quân 13 vọt tiến đến tả ngạn sông Dniepr. Ngày 23 tháng 9, tướng N. P. Pukhov đưa trung đoàn bộ binh 76 tấn công vượt sông, chiếm giữ khu vực đầu cầu Novoshepelich - Chernobyl rộng 30 km, sâu 35 km tại chỗ hợp lưu giữa sông Pripyat và sông Dniepr. Từ ngày 22 đến ngày 30 tháng 9, Tập đoàn quân 48 tiến đến tuyến sông Sozh, cách Gomel chỉ 15 km về phía Đông, Tập đoàn quân 65 đánh chiếm thị trấn Loev (Loyew), Tập đoàn quân 61 chiếm thị trấn Lyubech. Toàn bộ dải bờ tả ngạn sông Dniepr từ phía Loev đến cửa sông Tetrrev đã nằm trong tay Phương diện quân Trung tâm.

### Hướng Sumy - Pryluky
Sáng 26 tháng 8, sau một đợt pháo kích ngắn, Tập đoàn quân cận vệ 4 mở cuộc tấn công vào thị trấn Kotelva nhưng tốc độ tấn công quá chậm, đến cuối buổi chiều, các sư đoàn đi trước của tập đoàn quân mới chỉ chiếm được mấy thôn nhỏ phía đông thị trấn. Ngày 2 tháng 9, bằng một cuộc đột kích bất ngờ, ba trung đoàn cơ giới của Tập đoàn quân 38 đã đánh chiếm Sumy và cả tập đoàn quân bắt đầu triển khai tấn công dọc theo sông Sula. Tướng N. F. Vatutin đưa Tập đoàn quân xe tăng 3 vào phát triển tấn công trong dải của tập đoàn quân 38, đến cuối ngày, đã tiến thêm được 15 km về hướng Romny. Ngày 6 tháng 9, Bộ Rổng tư lệnh tối cao quân đội Liên Xô quy định lại các hướng tấn công chính, Phương diện quân Voronezh được giao mục tiêu Kiev. Để thực hiện việc này, tướng N. F. Vatutin giao cho Tập đoàn quân 38 dải tấn công từ chính diện Romny qua Pryluky đến Darnytsia, chếch lên phía Bắc. Tập đoàn quân xe tăng 3, Tập đoàn quân 40 và Tập đoàn quân 27 phát triển từ Lokhvytsa - Sencha - Mirgorod qua Berezan, Pyriatyn, Pereyaslav (Pereyaslavske), Grebenka, Lubny, Orzhitsya đến bờ Đông sông Dniepr. Ngày 15 tháng 9, Tập đoàn quân xe tăng cận vệ 3 đã chiếm Romny. Quân đoàn kỵ binh cận vệ 1 thừa thắng phát triển tấn công Priluki.
Tốc độ tấn công chậm lại đã làm cho cánh phải của Phương diện quân Voronezh tụt sau, cách cánh trái của Phương diện quân Trung tâm đến hơn 70 km, đặc biệt là ở phía trước Kiev. Để nhanh chóng nối liền hai phương diện quân, các sư đoàn bộ binh phải di chuyển từ 25 đến 30 km trong một ngày, nhiều đơn vị hậu cần đã bị rớt lại sau. Ngày 20 tháng 9, Tập đoàn quân xe tăng cận vệ 3 đánh chiếm Piryatin, Grebenka và phát triển tấn công theo hướng Pereyaslav. Ngày 21 tháng 9, Tập đoàn quân xe tăng cận vệ 3 đánh chiếm Pereyaslav, Berezan và tiến ra sông Dniepr. Ngày 22 tháng 9, Tập đoàn quân 40 tiến đến khúc cong của sông Dniepr tại Pereyaslav-Khmelnitsky, Lữ đoàn mô tô trinh sát của Tập đoàn quân xe tăng cận vệ 3 và Sư đoàn bộ binh 241 đã vượt sông đánh chiếm các đầu cầu tại khu vực Rzhyschev-Bukryn (Veliki Bukryn). Đêm 24 tháng 9, Chiến dịch đổ bộ đường không Rzhishchev-Bukrin của Phương diện quân Voronezh đã mở màn. Tuy nhiên, do tổ chức cẩu thả và sai lầm của các phi công, chiến dịch đã gặp thất lợi ngay từ đợt đổ quân thứ hai. 4.575 quân dù bị rải phân tán trên một diện tích rộng 25 km, dài 70 km. Một số đơn vị đổ bộ đường không Liên Xô đổ quân xuống đúng các đoàn xe cơ giới Đức đang hành quân và nhanh chóng bị bao vây, tiêu diệt. Chỉ có khoảng 1.200 quân dù còn sống sót tổ chức hoạt động trong các khu rừng dọc bờ Tây sông Dniepr cho đến khi đón gặp các tập đoàn quân Liên Xô vượt sông vào cuối tháng 11, đầu tháng 12 năm 1943.
Ngày 26 tháng 9, Tập đoàn quân 38 vượt sông ở phía Bắc Kiev và đánh chiếm đầu cầu Lyutizh. Ngày 27 tháng 9, Tập đoàn quân 38 đã tổ chức phòng ngự, chặn đánh và đẩy lui 18 đợt công kích của quân đội Đức Quốc xã. Đến ngày 29 tháng 9, Tập đoàn quân 38 không những đã giữ được đầu cầu Lyutizh mà còn mở rộng nó lên 15 km chính diện và chiều sâu được nới ra từ 5 đến 8 km và nối liền với một bàn đạp nhỏ khác ở khu vực Svaromya (???) do Tập đoàn quân 60 mở ra ở phía Bắc Lyutezh. Khu vực này về sau đã trở thành căn cứ bàn đạp chính trong chiến dịch tấn công giải phóng Kiev của quân đội Liên Xô.

### Hướng Poltava - Kremenchuk
Khởi trận từ ngày 27 tháng 8 nhưng trong suốt một tuần, các tập đoàn quân của Phương diện quân Thảo nguyên vẫn chưa thế đột phá được các lớp phòng thủ vững chắc của các Quân đoàn bộ binh 11, 42 và Quân đoàn xe tăng 3 (Đức) trên tuyến Merefa, Mzha (Mzharka), Orel (Orelka), Vorskla (???). Chỉ đến ngày 4 tháng 9, khi Tập đoàn quân cận vệ 7 dồn toàn bộ binh lực đánh chiếm trung tâm phòng ngự Merefa, Tập đoàn quân cận vệ 6 và Tập đoàn quân 27 chọc thủng tuyến phòng ngự của Quân đoàn xe tăng 24, quân Đức mới chịu bỏ các cứ điểm còn lại và lui về hướng Poltava.
Sức chống cự của 2 quân đoàn xe tăng 3 và 2 quân đoàn bộ binh Đức trước khu vực Poltava đã làm chậm đáng kể tốc độ tấn công của Phương diện quân Thảo Nguyên. Một nguyên nhân khác cũng làm cho tốc độ tấn công bị chậm lại là chính diện tấn công của phương diện quân lúc đầu chiến dịch quá hẹp. Do kết quả của Chiến dịch Nguyên soái Rumyantsev, trên địa đoạn không đầy 100 km từ Olshany đến Chuguev phía Tây Nam Kharkov đã tập trung đến 5 tập đoàn quân bộ binh và 1 tập đoàn quân xe tăng (Liên Xô). Phía quân đội Đức Quốc xã cũng có 2 quân đoàn xe tăng và 1 quân đoàn bộ binh tập trung tại đây. Với chính diện hẹp như vậy, mật độ binh lực và phương tiện của cả hai bên đều rất cao; các trận đánh vỗ mặt diễn ra rất ác liệt và đẫm máu. Chỉ đến ngày 5 tháng 9, Bộ Tổng tham mưu Xô Viết mới phát hiện ra điều này và đề nghị Tổng tư lệnh tối cao I. V. Stalin ra chỉ lệnh điều chỉnh tuyến phân giới giữa các phương diện quân Trung tâm, Voronezh, Thảo Nguyên và Tây Nam.
Việc điều chỉnh hướng tấn công chính đến Poltava - Kremenchuk ngày 6 tháng 9 của Bộ Tổng tư lệnh tối cao đã làm cho Phương diện quân Thảo nguyên phải mở rộng chính diện tấn công kèm theo sự tăng cường binh lực. Ngày 6 tháng 9, Tập đoàn quân cận vệ 5 được Vatutin "hoàn trả" cho Koniev. Phương diện quân Tây Nam cũng chuyển giao Tập đoàn quân 46 cho Phương diện quân Thảo Nguyên. Do được mở rộng chính diện, tướng I. S. Koniev có thể triển khai các đòn đánh vu hồi từ hai bên sườn Tập đoàn quân 8 (Đức) thay vì các đòn đánh vỗ mặt trước đó. Tốc độ tấn công của quân đội Liên Xô bắt đầu được đẩy lên.
Ngày 7 tháng 9, các tập đoàn quân của Phương diện quân Thảo Nguyên đã tiến lên được 4 đến 7 km về phía Tây và Tây Nam Kharkov, đánh chiếm Pavlovka, Tarasovka, Vlasovka, Shylovka, Ogultsy, Cheremushna, Odrynka, Rakitnoye, Malyi Likhovka (???), Bakhmetyvka và ga đường sắt Borky. Sau đó một tuần, Kharkov đã ở phía sau Phương diện quân Thảo Nguyên từ 15 đến 30 km. Các tập đoàn quân của phương diện quân này đã tiến đến tuyến Novo Vodolaga, Staryi Vodolaga (???), Knyazhnoye, Okhoche, Melikhovka, Paraskovaya, Berezovka và Efremovka. Ngày 20 tháng 9, các tập đoàn quân cận vệ 5 và 53 bao vây Poltava từ ba phía. Tập đoàn quân cận vệ 7 vượt sông Psyol tiến ra Dniepr theo hướng Kremenchuk, Các tập đoàn quân 69 và 57 vòng qua Poltava từ phía Nam, vượt sông Orel và tiến về Dniepropetrovsk, đánh chiếm Novomoskovsk. Từ ngày 20 đến ngày 22 tháng 9, trong khi các tập đoàn quân cận vệ 5 và 53 công phá các cụm cứ điểm vững chắc ở Poltava do Quân đoàn xe tăng 24 (Đức) trấn giữ thì các tập đoàn quân cận vệ 7, 69 và 57 đã tiến đến bờ sông Dniepr nhờ các hành lang tự nhiên tấn công thuận lợi dọc các triền sông Psyol, Vorskla và Orel. Sáng 23 tháng 9, tướng Walther Nehring được thống chế Erich von Manstein cho phép rút khỏi Poltava. Chiều 23 tháng 9, Tập đoàn quân cận vệ 5 (Liên Xô) hoàn toàn làm chủ thành phố này.
Đến ngày 30 tháng 9, 5 tập đoàn quân bộ binh của Phương diện quân Thảo nguyên đã đến bờ tả ngạn sông Dniepr từ Kremenchuk đến Dniepropetrovsk, đánh chiếm một số đầu cầu nhỏ trên bờ tây Dniepr tại các địa điểm Domotkan, Verkhnedneprovsk và Perevolochnaya (???). Chiều 30 tháng 9, Quân đội Đức Quốc xã phải bỏ đầu cầu tại Kremenchuk rút sang bờ Tây sông Dniepr. Tướng I. S. Koniev điều Tập đoàn quân xe tăng cận vệ 5 đến khu vực cửa sông Orel đổ ra sông Dniepr để chuẩn bị vượt sông.

## Kết quả, đánh giá và ảnh hưởng

### Kết quả
Sau 35 ngày tấn công liên tục, ba phương diện quân Trung tâm, Voronezh và Thảo Nguyên (Liên Xô) đã tiến về phía Tây từ 250 đến 300 km trên chính diện mặt trận dài 600 km, thu hồi toàn bộ vùng tả ngạn tại thượng lưu và trung lưu sông Dniepr có diện tích trên 500.000 km vuông với số dân hàng chục triệu người. Tốc độ tấn công trung bình chỉ từ 7 đến 8 km/ngày. Trên một số mũi tấn công bằng xe tăng và cơ giới, quân đội Liên Xô đạt được tốc độ hành quân 30 km/ngày. Tổn thất của hai bên đều khá lớn về số lượng nhưng xét theo tỷ lệ thương vong trên tổng quân số tham gia chiến dịch, quân đội Đức Quốc xã chịu thiệt hại nặng hơn: 42,8% (so với 28,2% của phía Liên Xô).

### Đánh giá
Quân đội Đức Quốc xã vẫn mắc phải sai lầm đánh giá thấp đối thủ. Adolf Hitler cho rằng sau trận Kursk, quân đội Liên Xô bị thiệt hại đáng kể sẽ không thể phục hồi nhanh chóng, nhất là các binh đoàn xe tăng, cơ giới. Chỉ đến sau chuyến đi Vinitsa và làm việc với thống chế Erich von Manstein, Hitler mới hiểu rằng việc chống giữ ở tả ngạn sông Dnierp để có đủ thời gian củng cố phòng tuyến "Bức tường phía Đông" chỉ là những cố gắng vô ích và làm tiêu hao thêm lực lượng xe tăng, cơ giới vốn là cái chìa khóa cho chiến thuật phòng thủ cơ động của quân đội Đức Quốc xã tại hữu ngạn Ukraina. Việc chậm rút các quân đoàn bộ binh 7, 13 và 52 khỏi khu vực Sumy và Romny đã làm cho các quân đoàn này bị thiệt hại nặng nề trong các trận tao ngộ chiến với Tập đoàn quân xe tăng 3 và Quân đoàn cơ giới cận vệ 1 (Liên Xô) tại các đầu mối giao thông Priluki và Grebenka. Thất bại này cũng kéo theo sự phá sản của hai tuyến trì hoãn chiến của quân đội Đức Quốc xã dọc theo hai con sông Psyol và Sula khi bị Tập đoàn quân 40 (Liên Xô) đột phá đến Lokhvitsa, uy hiếp phía sau hai tuyến phòng ngự tạm thời này. Tuy nhiên, quân đội Đức Quốc xã cũng đạt được một số kết quả trong việc ngăn chặn đà tiến công của quân đội Liên Xô, nhất là trong thời gian mở đầu chiến dịch trên khu vực phía Tây Nam Kharkov.
Sai lầm lớn nhất về chỉ đạo tác chiến chiến lược của quân đội Liên Xô là trong thời gian đầu của chiến dịch, họ đã để cho Phương diện quân Thảo Nguyên triển khai tấn công trên một chính diện quá hẹp, trong khi Phương diện quân Voronezh mặc dù đông quân hơn nhưng lại phải rải ra trên chiều dài mặt trận gấp bốn lần. Kết quả là tốc độ tấn công của cả hai phương diện quân đều rất chậm so với phương diện quân Trung tâm. Trước ngày 6 tháng 9, đã có lúc, chỗ đứt quãng giữa cánh trái của Phương diện quân Trung tâm và cánh phải của Phương diện quân Voronezh lên đến trên 70 km dọc theo phía Bắc con đường sắt Konotop - Nezhinsk trên tuyến sông Desna. Rất may cho quân đội Liên Xô là quân đội Đức Quốc xã không đủ thời gian và binh lực để kịp khai thác sơ hở này và do tướng K. K. Rokossovsky đã nhanh chóng điều các tập đoàn quân 13 và 61 từ cánh phải sang cánh trái để lấp vào chỗ trống đó. Về cuối chiến dịch, tốc độ tấn công quá nhanh đã làm cho các căn cứ hậu cần, các sân bay của các phương diện quân Liên Xô đều bị tụt lại sau, không đủ hỏa lực yểm hộ và tiếp tế dự trữ đạn dược, nhiên liệu và lương thực cho các binh đoàn đang tấn công. Đến khi tiếp cận bờ tả ngạn sông Dniepr, hầu hết các sư đoàn vượt sông đều trong tình trạng "hụt hơi", chỉ đủ sức đánh chiếm một số đầu cầu nhỏ bên hữu ngạn Dniepr và không thể mở rộng được các bàn đạp đó trong một thời gian ngắn.

### Ảnh hưởng
Tuy không có các khu công nghiệp dày đặc và đa dạng như vùng Donbas ở phía Nam nhưng bốn tỉnh Chernigov, Sumy, Kharkov và Poltava đều là những vùng cung cấp lương thực, thực phẩm trọng điểm trên lãnh thổ Ukraina. Khu công nghiệp Kharkov chỉ đứng thứ hai trong vùng sau khu Donbas cũng là một trong những chỗ dựa về kinh tế của quân đội Đức Quốc xã. Trong thời gian quân đội Đức Quốc xã chiếm đóng, họ đã khai thác ở đây lúa mỳ, thịt, sữa và nhiều loại nông phẩm khác. Các nhà máy công nghiệp tại Kharkov và Poltava đều là những cơ sở công nghiệp quốc phòng mà quân đội Đức Quốc xã tận dụng để chế tạo, sửa chữa và tái trang bị vũ khí, khí tài cho quân đội. Mất bốn tỉnh vùng Đông Bắc Ukraina là một đòn nặng giáng vào bộ máy chiến tranh của nước Đức Quốc xã tại mặt trận phía Đông. Mặc dù thực hiện triệt để chính sách tiêu thổ và phá hoại nặng nề các cơ sở kinh tế trên vùng tả ngạn sông Dniepr nhưng quân đội Đức Quốc xã vẫn không đạt được mục tiêu ngăn chặn việc phục hồi nền kinh tế của Liên Xô tại khu vực này. Với các cơ sở công nghiệp có quy mô lớn được xây dựng cấp tốc tại vùng Ural từ cuối năm 1941, Liên Xô không những có đủ tiềm lực kinh tế - quốc phòng để đẩy lui quân đội Đức Quốc xã ra khỏi tả ngạn Ukraina mà còn nhanh chóng phục hồi sản xuất tại khu vực này, bất chấp sự phá hoại nặng nề của người Đức sau khi họ rút đi.
Về quân sự, việc quân đội Liên Xô đánh chiếm tả ngạn phía Bắc sông Dniepr đã đặt Cụm tập đoàn quân Trung tâm (Đức) vào thế bị hở sườn từ phía Nam. Mặc dù phải tạm dừng lại trên tả ngạn sông Dniepr nhưng một loạt các mục tiêu quan trọng của quân đội Đức Quốc xã trên hữu ngạn sông Dniepr đã nằm trong tầm bắn của pháo binh và tầm bom của không quân Liên Xô. Đòn tấn công chia cắt của Phương diện quân Thảo Nguyên mặc dù không đạt được việc bổ đôi Cụm tập đoàn quân Nam (Đức) trên tả ngạn Ukraina nhưng cũng đủ để làm cho Tập đoàn quân xe tăng 1 và Tập đoàn quân 6 (Đức) ở hạ lưu sông Dniepr bị hở sườn trái và dẫn đến cuộc rút lui nhanh chóng khỏi khu vực Donbas. Không những thế, toàn bộ khu công nghiệp Kirovograd, Krivoy Rog và Nikolayev trên hữu ngạn hạ lưu sông Dniepr cũng bị đặt vào tình thế có thể bị tấn công từ hai bên sườn và vấn đề chỉ còn là thời gian.